# Paganese Calcio 1926 2019-2020
Questa voce raccoglie le informazioni riguardanti la Paganese Calcio 1926 nelle competizioni ufficiali della stagione 2019-2020.

## Divise e sponsor
Lo sponsor tecnico per la stagione 2019-2020 è Givova.
| Casa | Trasferta | Terza divisa |

## Rosa
| N. |                    | Ruolo | Calciatore         |
| -- | ------------------ | ----- | ------------------ |
| 1  | Italia (bandiera)  | P     | Paolo Baiocco      |
| 2  | Italia (bandiera)  | D     | Aniello Panariello |
| 3  | Senegal (bandiera) | D     | Boukary Dramé      |
| 4  | Italia (bandiera)  | D     | Edoardo Sbampato   |
| 5  | Italia (bandiera)  | D     | Simone Mattia      |
| 6  | Italia (bandiera)  | C     | Fabrizio Bramati   |
| 7  | Italia (bandiera)  | C     | Danilo Gaeta       |
| 8  | Italia (bandiera)  | C     | Cristian Caccetta  |
| 9  | Italia (bandiera)  | A     | Thomas Alberti     |
| 10 | Italia (bandiera)  | C     | Francesco Scarpa   |
| 11 | Senegal (bandiera) | A     | Abou Diop          |
| 13 | Italia (bandiera)  | D     | Mariano Stendardo  |
| 14 | Italia (bandiera)  | D     | Giulio Carotenuto  |

| N. |                    | Ruolo | Calciatore          |
| -- | ------------------ | ----- | ------------------- |
| 15 | Italia (bandiera)  | D     | Adriano Cavucci     |
| 17 | Brasile (bandiera) | A     | Caetano Calil       |
| 19 | Svezia (bandiera)  | C     | Kevin Lidin         |
| 20 | Italia (bandiera)  | C     | Giorgio Capece      |
| 21 | Italia (bandiera)  | C     | Angelo Bonavolontà  |
| 22 | Italia (bandiera)  | P     | Mattia Scevola      |
| 23 | Italia (bandiera)  | D     | Marco Schiavino     |
| 24 | Italia (bandiera)  | D     | Piersilvio Acampora |
| 26 | Italia (bandiera)  | C     | Giuseppe Guadagni   |
| 27 | Italia (bandiera)  | D     | Matteo Perri        |
| 29 | Italia (bandiera)  | A     | Antonino Musso      |
| 30 | Italia (bandiera)  | P     | Matteo Campani      |

## Calciomercato

### Sessione estiva(dall'1/7 al 2/9)
| Acquisti | Acquisti            | Acquisti         | Acquisti      |
| R.       | Nome                | da               | Modalità      |
| -------- | ------------------- | ---------------- | ------------- |
| P        | Paolo Baiocco       | Livorno          | definitivo    |
| P        | Matteo Campani      | Sassuolo         | prestito      |
| P        | Mario Cappa         | Audace Cerignola | fine prestito |
| P        | Mattia Scevola      |                  | svincolato    |
| D        | Simone Mattia       | Rieti            | definitivo    |
| D        | Aniello Panariello  | Aglianese        | definitivo    |
| D        | Salvatore Pelliccia | Taranto          | fine prestito |
| D        | Matteo Perri        | Ascoli           | prestito      |
| D        | Pierluigi Riccio    | Jesina           | fine prestito |
| D        | Edoardo Sbampato    | Chievo           | definitivo    |
| C        | Angelo Bonavolontà  | Taranto          | fine prestito |
| C        | Cristian Caccetta   | Sambenedettese   | svincolato    |
| C        | Antonio Cardone     | Nocerina         | fine prestito |
| C        | Danilo Gaeta        | Salernitana      | definitivo    |
| C        | Kevin Lidin         | Pisa             | prestito      |
| A        | Thomas Alberti      | Pisa             | prestito      |
| A        | Raffaele Buonocore  | Pomigliano       | fine prestito |
| A        | Caetano Calil       |                  | svincolato    |
| A        | Gaetano Dammacco    | Reggio Audace    | svincolato    |
| A        | Abou Diop           | Vis Pesaro       | svincolato    |
| A        | Antonino Musso      | Salernitana      | prestito      |

| Cessioni | Cessioni              | Cessioni     | Cessioni      |
| R.       | Nome                  | a            | Modalità      |
| -------- | --------------------- | ------------ | ------------- |
| P        | Dario Anatrella       | Nola         | prestito      |
| P        | Mario Cappa           | Acireale     | prestito      |
| P        | Riccardo Galli        |              | svincolato    |
| P        | Alessandro Santopadre | Atalanta     | fine prestito |
| D        | Adriano Cavucci       | Savoia       | prestito      |
| D        | Paolo Dellafiore      |              | svincolato    |
| D        | Giovanni Della Corte  |              | svincolato    |
| D        | Ismaila Diop          | Ascoli       | fine prestito |
| D        | Matteo Gifford        | Pescara      | fine prestito |
| D        | Luca Piana            | Pontedera    | svincolato    |
| D        | Andrea Punzi          | Palermo      | fine prestito |
| D        | Pierluigi Riccio      | Savoia       | definitivo    |
| D        | Salvatore Tazza       | Benevento    | fine prestito |
| C        | Matteo Della Morte    | Pro Vercelli | fine prestito |
| C        | Alessandro Gori       | Frosinone    | fine prestito |
| C        | Giuseppe Fornito      | Catania      | fine prestito |
| C        | Federico Nacci        | Pisa         | fine prestito |
| C        | Gaetano Navas         | Verona       | fine prestito |
| A        | Giovanni Cappiello    | Salernitana  | fine prestito |
| A        | Diego Casalini        | Verona       | prestito      |
| A        | Christian Cesaretti   | Gubbio       | svincolato    |
| A        | Gaetano Dammacco      |              | svincolato    |
| A        | Luca Di Renzo         | Pro Sesto    | svincolato    |
| A        | Giacomo Parigi        | Atalanta     | fine prestito |

### Operazioni tra le due sessioni
| Acquisti | Acquisti      | Acquisti | Acquisti   |
| R.       | Nome          | da       | Modalità   |
| -------- | ------------- | -------- | ---------- |
| D        | Boukary Dramé |          | svincolato |

| Cessioni | Cessioni | Cessioni | Cessioni |
| R.       | Nome     | a        | Modalità |
| -------- | -------- | -------- | -------- |

### Sessione invernale(dal 2/1 al 31/1)
| Acquisti | Acquisti        | Acquisti | Acquisti      |
| R.       | Nome            | da       | Modalità      |
| -------- | --------------- | -------- | ------------- |
| D        | Adriano Cavucci | Savoia   | fine prestito |

| Cessioni | Cessioni    | Cessioni | Cessioni      |
| R.       | Nome        | a        | Modalità      |
| -------- | ----------- | -------- | ------------- |
| C        | Kevin Lidin | Pisa     | fine prestito |

## Risultati

### Serie C

#### Girone di andata
| Arbitro: | Cosso (Reggio Calabria) |

|                          |           |             |
| Tounkara 37’ Antezza 84’ | Marcatori | 71’ Alberti |

| Arbitro: | Caldera (Como) |

|                    |           |  |
| Schiavino 11’, 45’ | Marcatori |  |

| Arbitro: | Maranesi (Ciampino) |

|                                  |           |                            |
| Scardina 8’ Sicurella 87’ (rig.) | Marcatori | 41’ Panariello 55’ Alberti |

| Arbitro: | Gualtieri (Asti) |

|                 |           |                    |
| Scarpa 79’, 83’ | Marcatori | 82’, 90+5’ Vázquez |

| Arbitro: | Ricci (Firenze) |

|               |           |  |
| Germinale 59’ | Marcatori |  |

| Arbitro: | Fiero (Pistoia) |

|                                                               |           |            |
| Sbampato 42’ Diop 51’, 68’ Alberti 89’ (rig.) Schiavino 90+1’ | Marcatori | 15’ Scimia |

| Arbitro: | Zucchetti (Foligno) |

|             |           |                     |
| Guiebre 86’ | Marcatori | 20’ Diop 70’ Mattia |

| Arbitro: | Marcenaro (Genova) |

|          |           |             |
| Diop 51’ | Marcatori | 12’ Corazza |

| Arbitro: | Marini (Trieste) |

|                                  |           |                 |
| Scarpa 54’ Perri 87’ Calil 90+3’ | Marcatori | 15’ Charpentier |

| Arbitro: | Moriconi (Roma 2) |

|                          |           |                   |
| Ilari 25’ Magnaghi 45+2’ | Marcatori | 77’ (rig.) Scarpa |

| Arbitro: | Giordano (Novara) |

|                              |           |                             |
| Panariello 49’ Schiavino 62’ | Marcatori | 22’ Emmausso 89’ Allegretti |

| Arbitro: | Costanza (Agrigento) |

|                               |           |  |
| Guerra 5’ Esposito 37’ (rig.) | Marcatori |  |

| Arbitro: | Tremolada (Monza) |

|                                              |           |                |
| Scarpa 14’ (rig.) Stendardo 34’ Guadagni 60’ | Marcatori | 50’ Dall'Oglio |

| Arbitro: | Pashuku (Albano Laziale) |

|                            |           |  |
| Marilungo 53’ Ferrante 66’ | Marcatori |  |

| Arbitro: | Colombo (Como) |

|  |           |               |
|  | Marcatori | 71’ Antenucci |

| Arbitro: | Monaldi (Macerata) |

|                                |           |                             |
| Montero 18’ (rig.), 31’ (rig.) | Marcatori | 13’ (rig.), 48’ (rig.) Diop |

| Arbitro: | Collu (Cagliari) |

|             |           |                                            |
| Starita 11’ | Marcatori | 28’ (rig.) Diop 43’ Guadagni 90+7’ Alberti |

| Arbitro: | Gariglio (Pinerolo) |

|            |           |             |
| Mattia 29’ | Marcatori | 55’ Tascone |

| Arbitro: | Gualtieri (Asti) |

|            |           |  |
| Murano 49’ | Marcatori |  |

#### Girone di ritorno
| Pagani 22 gennaio 2020, ore 15:00 CET 20ª giornata | Paganese       | 0 – 0 referto | Viterbese Castrense | Stadio Marcello Torre (1 000 spett.)\| Arbitro: \| Carella (Bari) \| |
| Arbitro:                                           | Carella (Bari) |               |                     |                                                                      |

| Arbitro: | Di Graci (Como) |

|  |           |           |
|  | Marcatori | 74’ Calil |

| Pagani 19 gennaio 2020, ore 15:00 CET 22ª giornata | Paganese            | 0 – 0 referto | Sicula Leonzio | Stadio Marcello Torre (1 200 spett.)\| Arbitro: \| Angelucci (Foligno) \| |
| Arbitro:                                           | Angelucci (Foligno) |               |                |                                                                           |

| Arbitro: | Moriconi (Roma 2) |

|                               |           |  |
| Mastropietro 7’ Sparandeo 79’ | Marcatori |  |

| Pagani 1º febbraio 2020, ore 20:45 CET 24ª giornata | Paganese        | 0 – 0 referto | Cavese | Stadio Marcello Torre (1 000 spett.)\| Arbitro: \| Centi (Viterbo) \| |
| Arbitro:                                            | Centi (Viterbo) |               |        |                                                                       |

| Vibo Valentia 9 febbraio 2020, ore 15:00 CET 25ª giornata | Rende         | 0 – 0 referto | Paganese | Stadio Luigi Razza (152 spett.)\| Arbitro: \| Maggio (Lodi) \| |
| Arbitro:                                                  | Maggio (Lodi) |               |          |                                                                |

| Arbitro: | Catanoso (Reggio Calabria) |

|                               |           |             |
| Diop 1’, 37’ (rig.) Gaeta 47’ | Marcatori | 42’ Persano |

| Arbitro: | Marini (Trieste) |

|                                 |           |  |
| Denis 49’ (rig.), 86’ Rubin 51’ | Marcatori |  |

| Arbitro: | Bitonti (Bologna) |

|              |           |  |
| Albadoro 67’ | Marcatori |  |

| Pagani 1º marzo 2020, ore 17:30 CET 29ª giornata | Paganese               | 0 – 0 referto | Teramo | Stadio Marcello Torre (700 spett.)\| Arbitro: \| Panettella (Gallarate) \| |
| Arbitro:                                         | Panettella (Gallarate) |               |        |                                                                            |

| Arbitro: | Collu (Cagliari) |

|                 |           |            |
| Tito 77’ (rig.) | Marcatori | 85’ Scarpa |

| Pagani 15 marzo 2020 31ª giornata | Paganese | – (annullata) | AZ Picerno | Stadio Marcello Torre |

| Catania 22 marzo 2020 32ª giornata | Catania | – (annullata) | Paganese | Stadio Angelo Massimino |

| Pagani 25 marzo 2020 33ª giornata | Paganese | – (annullata) | Ternana | Stadio Marcello Torre |

| Bari 29 marzo 2020 34ª giornata | Bari | – (annullata) | Paganese | Stadio San Nicola |

| Pagani 5 aprile 2020 35ª giornata | Paganese | – (annullata) | Bisceglie | Stadio Marcello Torre |

| Pagani 11 aprile 2020 36ª giornata | Paganese | – (annullata) | Casertana | Stadio Marcello Torre |

| Catanzaro 19 aprile 2020 37ª giornata | Catanzaro | – (annullata) | Paganese | Stadio Nicola Ceravolo |

| Pagani 26 aprile 2020 38ª giornata | Paganese | – (annullata) | Potenza | Stadio Marcello Torre |

### Coppa Italia Serie C

#### Fase a gironi
| Arbitro: | Giaccaglia (Jesi) |

|                               |           |                          |
| Kupisz 28’ Antenucci 49’, 86’ | Marcatori | 30’ Caccetta 78’ Alberti |

| Arbitro: | Acanfora (Castellammare di Stabia) |

|                            |           |                        |
| Diop 43’ (rig.) Mattia 68’ | Marcatori | 6’ Alfageme 63’ Celjak |

## Statistiche

### Statistiche di squadra
- {\displaystyle PT} è il punteggio totale accumulato in classifica fino al momento della sospensione definitiva;
- {\displaystyle MPc} è la media punti realizzati nelle gare disputate in casa fino al momento della sospensione definitiva;
- {\displaystyle NPc} è il numero di partite rimanenti da giocare in casa secondo il calendario ordinario;
- {\displaystyle MPt} è la media punti realizzati nelle gare disputate in trasferta fino al momento della sospensione definitiva;
- {\displaystyle NPt} è il numero di partite rimanenti da giocare in trasferta secondo il calendario ordinario.

| Competizione         | PF     | Punti | In casa | In casa | In casa | In casa | In casa | In casa | In trasferta | In trasferta | In trasferta | In trasferta | In trasferta | In trasferta | Totale | Totale | Totale | Totale | Totale | Totale | D.R. |
| Competizione         | PF     | Punti | G       | V       | N       | P       | Gf      | Gs      | G            | V            | N            | P            | Gf           | Gs           | G      | V      | N      | P      | Gf     | Gs     | D.R. |
| -------------------- | ------ | ----- | ------- | ------- | ------- | ------- | ------- | ------- | ------------ | ------------ | ------------ | ------------ | ------------ | ------------ | ------ | ------ | ------ | ------ | ------ | ------ | ---- |
| Serie C              | 46,652 | 36    | 14      | 5       | 8       | 1       | 22      | 11      | 16           | 3            | 4            | 9            | 13           | 23           | 30     | 8      | 12     | 10     | 35     | 34     | +1   |
| Coppa Italia Serie C | -      | 1     | 1       | 0       | 1       | 0       | 2       | 2       | 1            | 0            | 0            | 1            | 2            | 3            | 2      | 0      | 1      | 1      | 4      | 5      | -1   |
| Totale               | 46,652 | 37    | 15      | 5       | 9       | 1       | 24      | 13      | 17           | 3            | 4            | 10           | 15           | 26           | 32     | 8      | 13     | 12     | 39     | 39     | 0    |

### Andamento in campionato
| Giornata  | 1  | 2 | 3  | 4  | 5  | 6  | 7 | 8 | 9 | 10 | 11 | 12 | 13 | 14 | 15 | 16 | 17 | 18 | 19 | 20 | 21 | 22 | 23 | 24 | 25 | 26 | 27 | 28 | 29 | 30 | 31 | 32 | 33 | 34 | 35 | 36 | 37 | 38 |
| --------- | -- | - | -- | -- | -- | -- | - | - | - | -- | -- | -- | -- | -- | -- | -- | -- | -- | -- | -- | -- | -- | -- | -- | -- | -- | -- | -- | -- | -- | -- | -- | -- | -- | -- | -- | -- | -- |
| Luogo     | T  | C | T  | C  | T  | C  | T | C | C | T  | C  | T  | C  | T  | C  | T  | T  | C  | T  | C  | T  | C  | T  | C  | T  | C  | T  | T  | C  | T  | C  | T  | C  | T  | C  | C  | T  | C  |
| Risultato | P  | V | N  | N  | P  | V  | V | N | V | P  | N  | P  | V  | P  | P  | N  | V  | N  | P  | N  | V  | N  | P  | N  | N  | V  | P  | P  | N  | N  | –  | –  | –  | –  | –  | –  | –  | –  |
| Posizione | 13 | 8 | 10 | 12 | 15 | 11 | 9 | 7 | 7 | 8  | 8  | 12 | 10 | 14 | 15 | 15 | 13 | 13 | 13 | 10 | 10 | 9  | 12 | 12 | 12 | 11 | 13 | 14 | 14 | 14 | –  | –  | –  | –  | –  | –  | –  | –  |

Legenda:

Luogo: C = Casa; T = Trasferta. Risultato: V = Vittoria; N = Pareggio; P = Sconfitta.